# East London Line
L'East London Line (ELL) és una línia de ferrocarril metropolità que formava part de la xarxa del metro de Londres, de color taronja en el mapa del metro. Circulava de nord a sud travessant l'East End i els Docklands, a Londres. Al sistema tarifari integrat pertanyia a la Zona 2. El servei va cesar el 22 de desembre del 2007 per obres i és reemplaçat temporalment per un servei especial d'autobusos.
L'East London Line s'està ampliant dins un programa d'inversions de Transport for London de 10 mil milions de lliures. La línia completa es reobrirà el 2010 i formarà part de la xarxa de London Overground. La línia passarà de ser una infraestructura menor a una àrteria clau del transport, convertint-se en un ferrocarril orbital enllaçant les àrees perifèriques de Londres.
Inaugurada el 1869 com el Ferrocarril East London (East London Railway), circulava per sota el riu Tàmesi a través del Thames Tunnel, que era la part més antiga de les infraestructures del metro de Londres. La línia, inicialment operada per sis companyies ferroviàries (després reduïdes a dos) va passar a formar part del metro londinenc el 1933. De les vuit estacions que tenia la línia, quatre eren soterrades i quan acabin les obres de la primera fase tindrà unes 23 estacions.

## Història

### L'era del metro de Londres

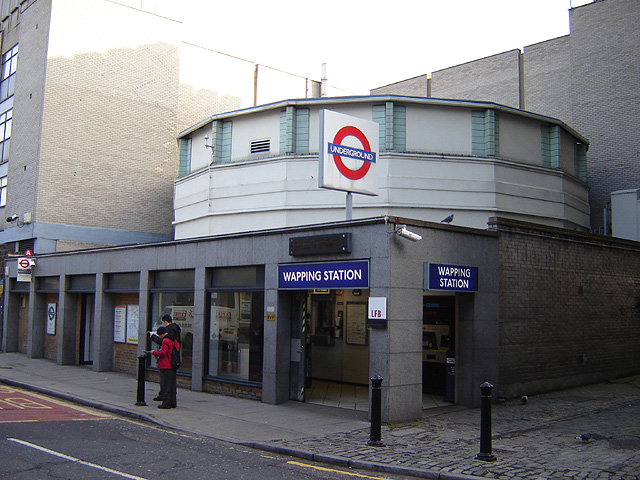
Wapping de l'East London Line.

El control d'East London Railway va passar a mans de London Passenger Transport Board. Tot i que la infraestructura seguia sent de propietat privada, el servei de passatgers al llarg de la línia va passar a estar operada sota el nom de "East London Branch" de la línia Metropolitan. El 1948 es van nacionalitzar els ferrocarrils i va esdevenir part de British Transport Commission, juntament amb la resta del metro. Els serveis de mercaderies van continuar circulant per la línia fins al 1962, ocasionalment passaven trens des passatgers cap a Liverpool Street fins al 1966. La curta longitud de la via de connexió de Shoreditch i Liverpool Street es va retirar el 1966. El servei de Shoreditch també es va reduir, al convertir-se Whitechapel la terminal nord durant molt temps i finalment Shoreditch va tancar el 2006.
Els serveis cap a l'oest es van reduir de manera constant durant la primera era del metro. El servei de Hammersmith es va reduir a només les hores punta el 1936 i va ser retirat per complet en 1941, deixant el tram d'East London com un apèndix aïllat a la fi de la xarxa del metro de Londres. L'únic intercanviador amb el metro es trobava a Whitechapel. A les dècades de 1980 i 1990 es van fer dos connexions importants: A Shadwell es va fer un enllaç amb Docklands Light Railway el 1987, i a Canada Water un enllaç amb Jubilee Line el 1999.
La identitat de l'East London Line va canviar considerablement durant aquesta època. Als mapes del metro entre el 1933 i el 1968 era colorejada del mateix color que la Metropolitan Line. El 1970 va ser reanomenada "Metropolitan Line - East London Section", en el mateix color lila que la Metropolitan però amb ratlles blanques. A la dècada de 1980 va esdevenir una sola línia de nou, va recuperar el nom i el 1990 es va colorejar de color taronja.
El manteniment de la línia va passar al consorci Metronet el 2003 sota una societat publicoprivada, amb operacions de trens sota la responsabilitat de TfL.
Segons TfL, la línia ha transportat 10,7 milions de passatgers per any abans del tancament de 2007.

## Característiques físiques
East London Line era l'única línia del metro que no entrava a la Zona 1 de Travelcard. Era la segona línia més curta després de Waterloo & City Line, amb un viatge d'extrem a extrem de 14 minuts. Tenia una longitud de 9 quilòmetres amb nou estacions. Quan es va tancar el 2007 circulava en un túnel continu des de Whitechapel a Surrey Quays, amb la resta de línia en superfície.
Quan es va tancar, la línia connectava amb serveis de Southeastern a New Cross i Southern a New Cross Gate. També tenia enllaços amb altres línies del metro a Canada Water (Jubilee Line) i Whitechapel (District i Hammersmith & City Lines), i amb Docklands Light Railway a Shadwell
També existeix un enllaç amb Metropolitan Line i District Line al sud de Whitechapel via St Mary's Curve, fora de servei de passatgers des de 1941 però utilitzat per traspassar material rodant.

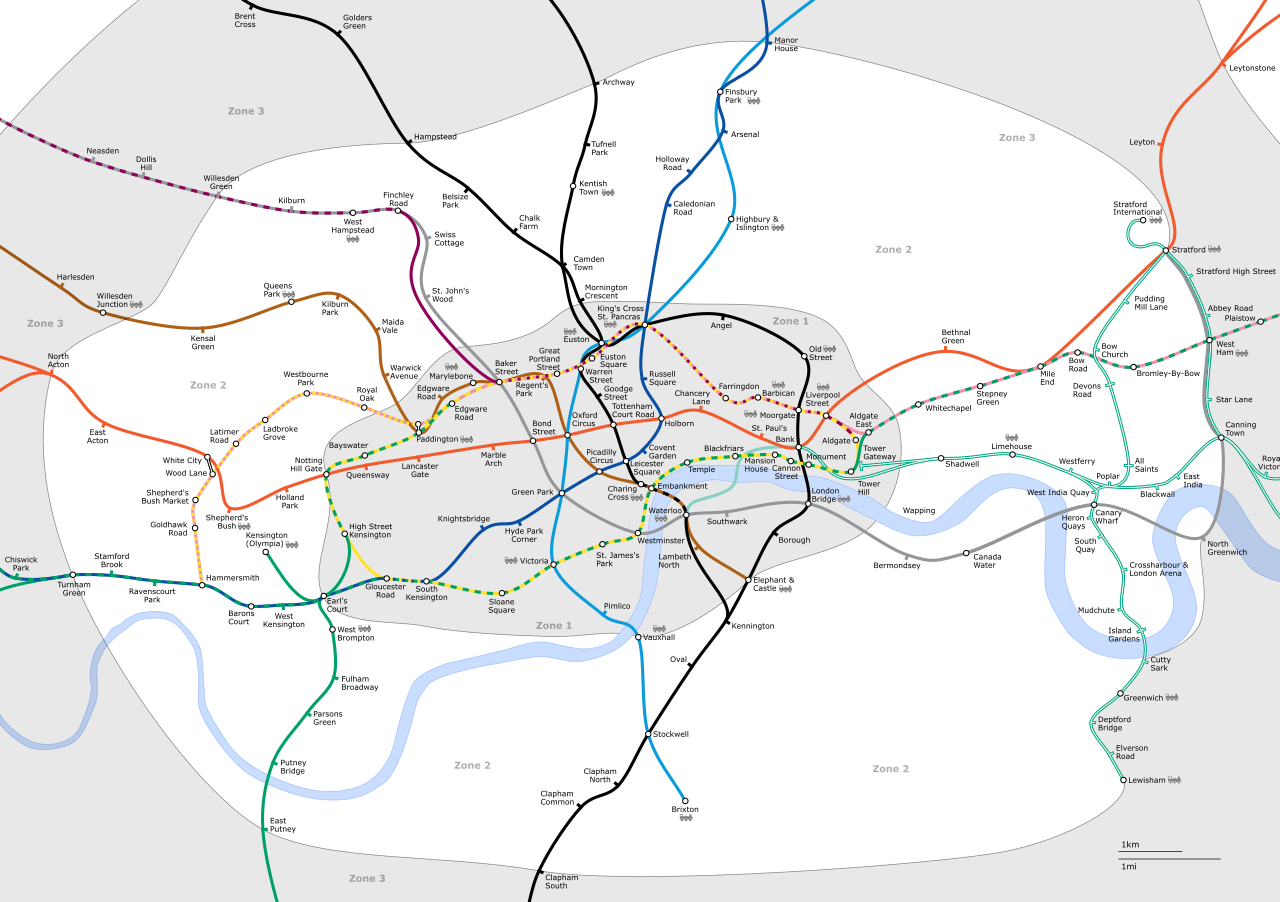
Mapa geogràfic de les zones 1 i 2.

## Material rodant

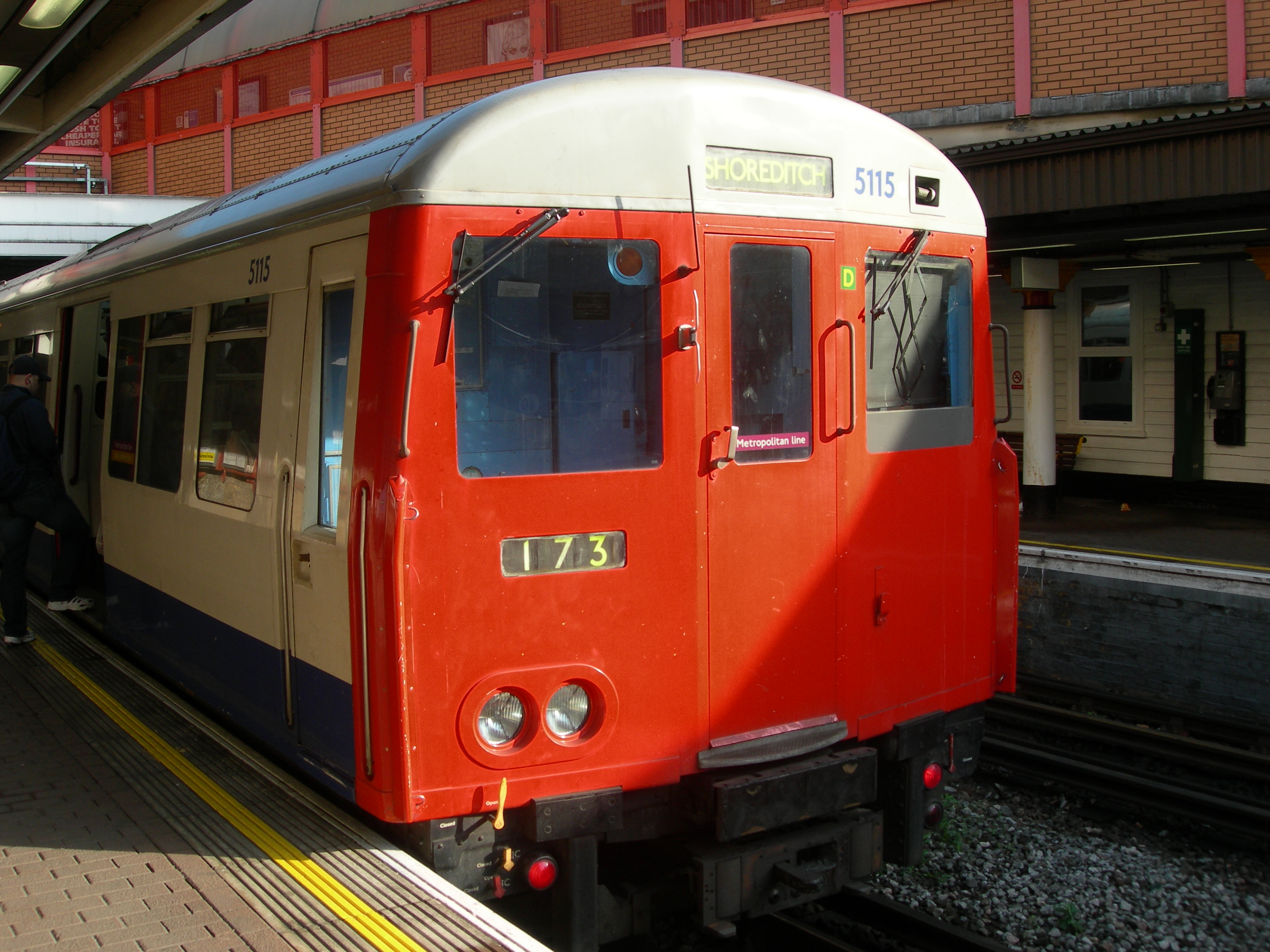
Tren de la sèrie A Stock a Surrey Quays

L'East London Line utilitza trens de la sèrie que també eren utilitzants a Metropolitan Line, els A60 i A62 Stock (Metro de Londres) fabricats per Cravens de Sheffield en dos lots entre 1960 i 1962. Que es van actualitzar el 1994 amb millores de la suspensió, il·luminació, calefacció i ventilació. El material rodant s'intercanvia regularment amb l'utilitzat a Metropolitan Line i portaven tant els mapes de l'East London com de la Metropolitan.
Cinc trens de quatre cotxes donaven servei a la línia, un dels trens més curts de la xarxa per la poca llargària de les andanes. El baix nombre de trens feia que la línia fos sensible a interrupcions causades per vandalisme o fallades de trens, ja que cada tren assumia el 20% de la capacitat de la línia.
El manteniment lleuger tenia lloc en una cotxera petita al costat de New Cross, i els treballs més grans a Metropolitan Line, a la cotxera de Neasden. Entre el 1985 i 1987 van circular trens de la sèrie D78 Stock abans de ser reemplaçats per A60 i A62 Stock de nou.

### Nous trens
Com a part de l'actualització de l'East London Line es reemplaçaran els trens de la sèrie A el 2010. El 31 d'agost de 2006 es va anunciar que Bombardier havia estat l'empresa escollida per proveis 20 unitats de trens de quatre cotxes per a l'East London Line i 24 unitats de 3 cotxes de doble voltatge per a North London Line. Al juliol de 2007 es va anunciar que s'afegien tres trens més per a l'East London Line.
Els trens seran de la sèrie British Rail Class 378 basat en el disseny d'Electrostar que són aparentment similars als de la classe 376 que opera al sud-est d'Anglaterra.

## Serveis d'autobús de substitució
El 10 de juny de 2006 es van introduir els següents serveis de substitució dels serveis ferroviàris:
- ELS Whitechapel - Shoreditch (dilluns-divendres 7:00-10:30 i 15:30-20:30, dissabte 7:00-15:30). Retirat el 19 de juliol de 2008 i substituït per una ampliació en hora punta de ELW.

El 23 de desembre de 2007 es van introduir els següents serveis:
- ELC New Cross Gate - New Cross - Surrey Quays - Canada Water (dilluns-divendres cada 5–10 minuts, caps de setmana cada 15 minuts).
- ELP Canada Water - Rotherhithe (cada 15 minuts). Retirat el 24 de febrer de 2008 a causa de la falta d'ús: els bitllets són vàlids entre Bermondsey i Canada Water a la rute 381.
- ELW Whitechapel - Shadwell - Wapping (cada 10 minuts, tardes i caps de setmana 15 minuts). Ampliat des de Whitechapel a Shoredtich (dilluns-dijous 7.00-10.30 i 15.30-20.30, dissabte 7.00-15.30) des del 19 de juliol de 2008.[3]

## Estacions

Mapa geogràfic.

Estacions de la línia East London ordenades de nord a sud:
- Shoreditch - oberta el 10 d'abril de 1876, el primer servei del metro va circular el 31 de març de 1913 i es va tancar al públic el 9 de juny de 2006.
- Whitechapel - estació d'ELR va obrir el 10 d'abril de 1876, el primer servei del metro va circular per les andanes d'ELR el 31 de març de 1913. Enllaça amb les línies District i Hammersmith & City.
- Shadwell - va obrir el 10 d'abril de 1876, el primer servei del metro va circular l'octubre de 1884. Enllaç amb Docklands Light Railway.
- Wapping - va obrir el 7 de desembre de 1869, el primer servei del metro va circular l'octubre de 1884.
- Rotherhithe - va obrir el 7 de desembre de 1869, el primer servei del metro va circular l'octubre de 1884.
- Canada Water  - va obrir el 17 de setembre de 1999. Enllaç amb la línia Jubilee.
- Surrey Quays - va obrir el 7 de desembre de 1869, el primer servei del metro va circular l'octubre de 1884. Reanomenada Surrey Docks el 1911.

- bifurcació de la línia:
  - New Cross Gate - les andanes d'ELR van obrir el 7 de desembre de 1869, el primer servei del metro va circular l'1 d'octubre de 1884. Enllaç amb serveis de Southern (estació principal oberta des del 1839 com New Cross, i reanomenada el 1923).
  - New Cross  - estació d'ELR va obrir l'1 d'abril de 1880, el primer servei del metro va circular l'1 d'octubre de 1884. Enllaç amb serveis de Southeastern (estació principal oberta des del 1850).

Nota: hi hagué dues estacions anomenades New Cross fins que New Cross Gate va ser anomenada així el 1923 dsprès de l'agrupació.

## Extensions
L'East London Line s'està ampliant en dues fases. La fase 1, prevista la seva finalització al juny de 2010, parteix de Whitechapel cap a Highbury & Islington i al sud cap a Crystal Palace i West Croydon. La fase 2, aprovada però no totalment financiada, parteix a l'oest cap a l'estació de Clapham Junction.

### Propostes i problemes
Les ampliacions de l'East London Line s'han debatut durant molts anys. Durant la dècada de 1980 Transport for London considerava la conversió de la línia per esdevenir un ferrocarril lleuger similar a Docklands Light Railway, o el restabliment de la connexió amb Liverpool Street. El 1989 es va proposar una ampliació cap al nord fins a Dalston i al sud fins a Dulwich i Peckham Rye, compartint vies i estacions amb parts de diferents línies del metro: Bakerloo Line, District Line i Metropolitan Line. Es va estimar que el cost d'aquest últim projecte podria pujar uns 100 o 120 milions de lliures i que es podria obrir l'ampliació el 1994.
El projecte d'ampliació es va proposar diverses vegades durant la dècada de 1990 però es va abandonar repetides vegades per la manca de suport governamental i la manca de finançament. El nomvembre de 1990, el Secretari de Transport Cecil Parkinson va rebutjar la proposta parlamentària que hauria autoritzat el projecte i dos anys més tard els plans es van posposar indefinidament a causa de les retallades de finançament del metro de Londres. Una altra proposta es va forumar el 1993 i que va rebre el suport en una enquesta pública del 1994. El projecte va ser finalment aprovat pel Govern del Regne Unit el 1996 però la manca de finançament va forçar que el projecte quedés en suspens el 1997.
El finançament va ser resolt el 1999 per Transport for London després de buscar finançament privat pels plans d'ampliació. El control del projecte es va donar a Strategic Rail Authority en lloc de al metro de Londres, en vista de l'impacte que tindria en les principals línies de servei de ferrocarril. Es va proposar que la línia i altres línies soterrades superficialment es traspassessin a Railtrack, la companyia privatitzada encarregada del manteniment de la xarxa. Això s'hauria vist com la integració de la línia a la xarxa de rodalia de Londres. Tot i això, aviat es va decidir que això era impracticable i la proposta de Railtrack es va abandonar.

### Inici del projecte
Després que el Govern donés el vistiplau el 9 d'octubre de 2001, es va decidir que la línia seria finançada per iniciativa privada, es va preveure l'inici de la construcció de l'ampliació nord pel desembre de 2001. Com a part del projecte es va preveure l'enderrocament de l'antic magatzem Bishopsgate Goods Yard, del segle xix. Una campanya va emprendre accions legals contra Metro de Londres per evitar la demolició, però el projecte finalment va rebre l'aprovació legal per part de la Cort d'Apel·lació el 7 de juliol de 2003. Ara es preveu que l'extensió nord a Dalston hauria d'obrir el 2010, a temps pels Jocs Olímpics Londres 2012. Com a part dels treballs per a l'ampliació, la línia estarà tancada durant un màxim de 30 mesos a partir del desembre de 2007, obertura per al juny de 2010.
Aquest projecte de triple ampliació, és el primer projecte del metro de Londres finançat pel sistema d'iniciativa de finançament privat, mentre que l'última ampliació de Jubilee Line es va finançar mitjançant un règim publicoprivat. El projecte costarà uns 600 milions lliures i es preveu que el rendiment sigui de 10 mil milions £.
Degut a la impossibilitat d'ampliar les andanes existents a Wapping i Rotherhithe i que compleixin plenament les actuals normes de seguretat ferroviàries, es pensava que es trencarien, però el 18 d'agost de 2004 Ken Livingstone, ex Alcalde de Londres, va anunciar que totes dues estacions es mantindrien obertes, almenys durant la primera fase.
El 12 d'octubre de 2004, l'alcalde confirma oficialment que la primera fase del projecte de l'East London Line seria lliurat com a part del programa d'inversions de capital. El 16 de novembre de 2004 es va anunciar que el control del projecte havia passat de Strategic Rail Authority a Transport for London, per tant el projecte podria iniciar-se i finançar-se a partir del programa de cinc anys de TfL. El servei previst va ser descrit com un "servei de tren (National Rail) a l'estil de metro". El 5 de setembre de 2006 es va anunciar que la línia formaria part de London Overground.
Està previst que l'ampliació incrementarà considerablement la utilització de la línia. Actualment té un ús per any de 10,4 milions de passatgers i està previst que augmenti fins a 35,4 milions en la primera fase, i fins a 50 milions en la segona fase.
El 23 d'octubre de 2006 es va anunciar que el consorci de Balfour Beatty i Carillion havien estat els seleccionats per dur a terme les obres d'ampliació del nord i del sud entre West Croydon, Crystal Palace i Dalston Junction per un valor de 363 milions de lliures.
L'obra d'enginyeria civil s'està portant a terme sota l'assessorament de CEEQUAL per avaluar la sostenibilitat i ha aconseguit un premi pel disseny.
A part dels arcs de Braithwaite, la ruta de l'ampliació nord té altres controvèrsies, ja que reutilitza el viaducte en desús cap a l'antiga estació de Broad Street. En canvi, la ruta sud a través del sud de Londres a través dels ferrocarris suburbans comporta molts canvis. A la proposta inicial de 1999 hi figuren quatre opcions, totes començant al sud de Surrey Quays:
- a través de Forest Hill a West Croydon, amb un estímul des de Sydenham a Crystal Palace, la ruta seleccionada;
- a través d'East Dulwich i Tooting a Wimbledon;
- a través de Denmark Hill a Clapham Junction, ruta de la fase 2;
- a través de Forest Hill i Norwood Junction a West Croydon.

#### Ampliació nord
Durant la fase 1 la línia es perllongarà cap al nord fins Whitechapel, amb noves estacions: Shoreditch High Street, Hoxton, Haggerston i Dalston Junction. L'ampliació al llarg de North London Line, a través de Canonbury a Highbury & Islington per intercanviar amb Victoria line, North London Line i Northern City Line, s'obrirà poc després. L'extensió nord només requerirà 3,6 km de nova via, enllaçant Whitechapel amb el viaducte de Broad Street, utilitzant via en desús.
L'estació de Shoreditch es va tancar definiticament el juny de 2006 i la nova alineació divergeix abans d'aquesta estació, passa per un pont a Brick Lane, travessa l'antic magatzem Bishopsgate Goods Yard, i passa per un pont a Shoreditch High Street, abans d'arribar al nord pel viaducte de Broad Street. Una nova estació Shoreditch, Shoreditch High Street, estarà a Bethnal Green Road, a prop de la que es va tancar el juny de 2006.
Ja a l'inici de la vida del projecte es va fer menció de la possibilitat d'amplicar encara més la línia des de Highbury & Islington a Finsbury Park cap al nord, i Willesden Junction cap a l'oest, via Camden Road, Primrose Hill i Queen's Park, al llarg de North London Line (London Overground). Aquestes idees no es recullen a l'actual projecte per la complexitat operacions del tram de Willesden Junction i s'ha considerat com un projecte separat per al futur.

#### Ampliació sud

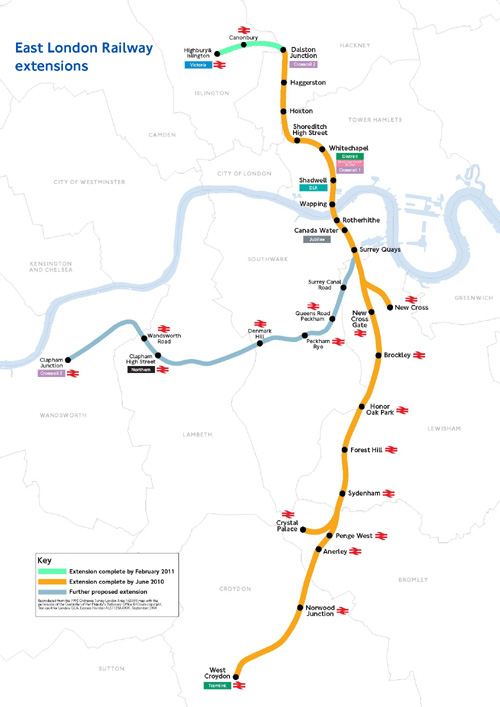
Plans de l'extensió

En la fase 1 la línia també s'ampliarà amb un pas elevat al nord de New Cross Gate cap a London Bridge ramal de Brighton Main Line, a través de Brockley, Honor Oak Park, Forest Hill, Sydenham, Penge West, Crystal Palace, Anerley, Norwood Junction a West Croydon.
A New Cross Gate, l'andana 1 i la via adjacent sud estan sent àmpliament reformades, amb la línia continuant sota New Cross Road, abans de la fusió amb la part sud existent. Al nord de l'estació i la cruïlla amb el tram de New Cross, entre Canal Road i Rotherhithe New Road, s'hi fan obres per permetre l'extensió oest i combinar de manera eficient l'alineació existent.
Hi va haver campanyes perquè aquesta prolongació anés més lluny, a Sutton, però les estimacions indicaven que l'ús de passatgers seria tan gran que la línia no podria assumir el volum de trànsit més enllà de West Croydon, i aquesta opció no ha estat adoptada.
Entre les estacions de Bew Cross Gate i Crystal Palace/West Croydon són gestionades per Southern, que a partir de l'any 2009 executa la majoria de trens d'aquestes estacions. S'ha previst que algunes d'elles siguin traspassades a TfL, i es va confirmar que quan la franquícia sigui renovada el 2009 les estacions seran transferides. TfL obtindrà la gestió de New Cross Gate, Brockley, Honor Oak Park, Forest Hill, Sydenham, Crystal Palace, Penge West, Anerley, Norwood Junction i West Croydon abans que els serveis de East London Line comencin el 2010.

#### Ampliació oest
A la fase 2 del projecte de perllongació està prevista la construcció d'un enllaç de 2'5 quilòmetres des del sud de Surrey Quays amb la South London Line (Network Rail) cap a Clapham Junction, a través de Queens Road Peckham, Peckham Rye, Denmark Hill, Clapham High Street i Wandsworth Road. Aquesta aniria per vies en desús des de 1911.
Al febrer de 2009, el Govern i Transport for London van anunciar que el finançament de l'ampliació oest cap a Clapham Junction shavia garantit amb 64 milions de lliures esterlines del departament de Transport i 15 milions de TfL, i serà completat el maig de 2012, abans dels Jocs Olímpics de Londres 2012.

#### Traspàs a London Overground
Quan s'acabi l'ampliació i es reobri, la línia formarà part de London Overground havent sent reconstruïda amb estàndards de Network Rail. L'actual via i l'ampliació nord continuaran sent propietat de Transport for London i les estacions des de Dalston Junction a Surrey Quays formaran part de la xarxa de London Overground.